# Diocèse d'Almenara
Son siège se situe dans la ville d'Almenara, dans l'État du Minas Gerais. Créé en 1981, il est suffragant de l'archidiocèse de Diamantina et s'étend sur 15 638 km2.
Son évêque depuis 2023 est Mgr José Hamilton de Castro.
|  |  |